# Həmidə Məmmədquluzadə
Həmidə xanım Əhməd bəy qızı Məmmədquluzadə-Cavanşir (Böyük Kəhrizli (ma Hegyi-Karabah), 1873. január 29. – Baku, 1955. február 2.) Azerbajdzsán egyik első népművelője, a női egyenjogúság szószólója, Cəlil Məmmədquluzadə azeri író felesége.

## Élete
Həmidə Məmmədquluzadə az Orosz birodalom Susinszki ujezdjének Böyük Kəhrizli városkájában (ma Hegyi-Karabah) született, apja Əhməd bəy Cavanşir ismert költő, fordító. Həmidə gyermekkorában magántanulóként kiváló oktatást kapott és anyanyelve mellett tökéletesen megtanult oroszul is. Családi hagyományoknak megfelelően nagy műveltségre tett szert. Fiatalon, 1890-ben  férjhez ment İbrahim bəy Davatdarov alezredeshez, az orosz hadsereg tisztjéhez. Ebből a házasságából két gyermek született, az első 1893-ban Breszt-Litovszkban. 
Férje 1902-es váratlan halálát követően két gyermekével visszatért szülőfalujába apjának birtokára. Igyekezett saját faluját modernizálni, kórházat, takács üzemet alapított és 1909-ben koedukált iskolát hozott létre, ahol 30 fiú mellett 10 leány is tanulhatott. 1906-ban egyik alapítója volt a Kaukázusi muzulmán nők jótékonysági egyletének. 1907-ben Tbiliszibe utazott, hogy apja addig kiadatlan műveinek (elbeszélések, mesék) kiadását intézze. Ekkor ismerkedett meg második férjével, Cəlil Məmmədquluzadə-vel. Férjével a házasságkötést követően Bakuban telepedtek le. Ebből a házasságából két fiúgyermek született. 
Segített férjének a Molla Nəsrəddin szatirikus irodalmi hetilapnak a szerkesztésében. Jelentős volt fordítói tevékenysége, elsősorban az azeri irodalom orosz nyelvre fordításában. 1955-ben halt meg Bakuban. Sírja az Azerbajdzsáni nemzeti sírkertben, a  „Tisztelet sugárúton” van.